# Tromsøya

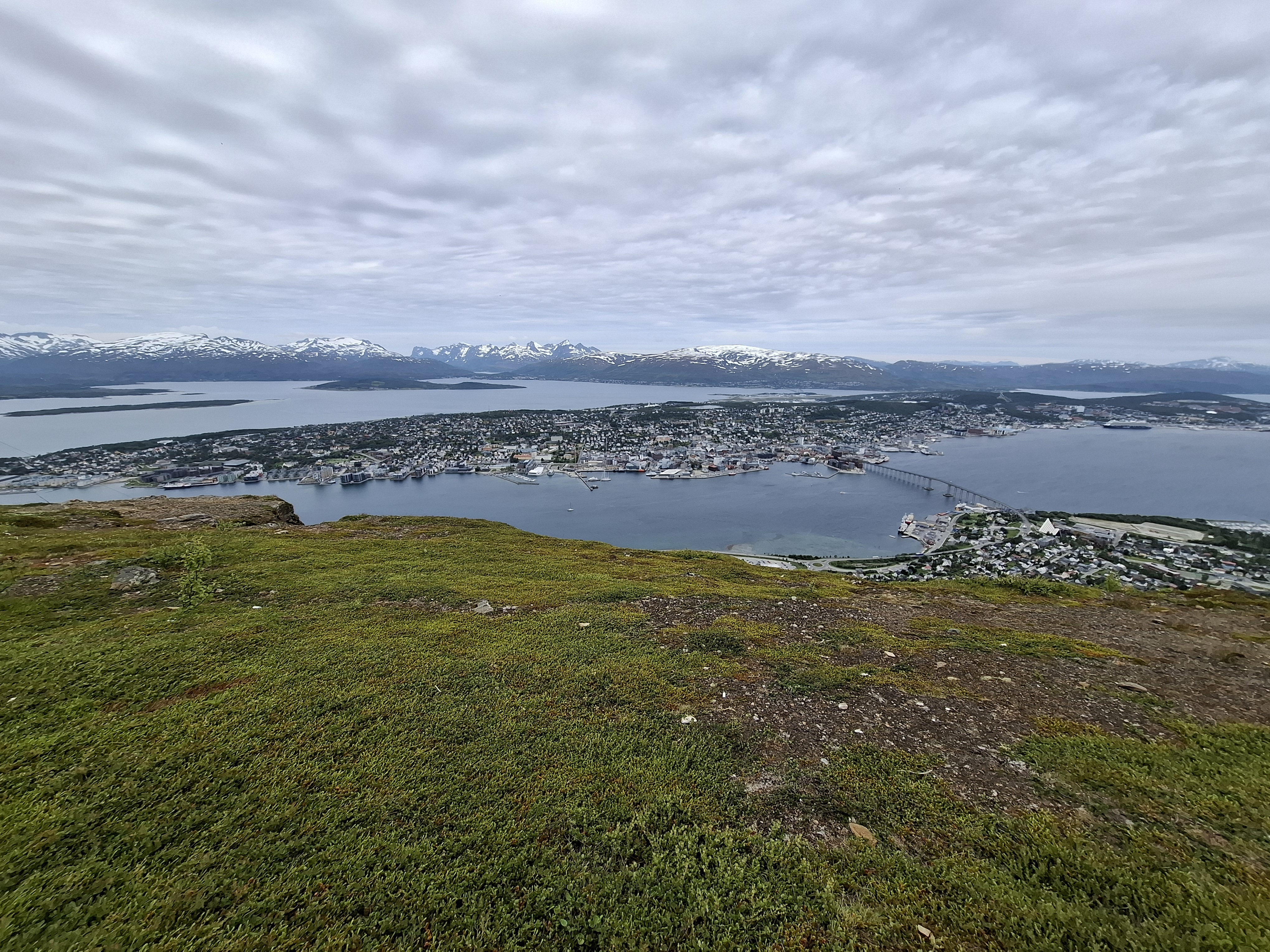
Widok na wyspę Tromsøya z góry Storsteinen

Tromsøya  [ˈtrumsøja] – wyspa w północnej części Norwegii, za kołem podbiegunowym, w gminie Tromsø. Leży w cieśninie Tromsøysundet, pomiędzy lądem stałym a wyspą Kvaløya w gminie Tromsø w Troms. Położone na wyspie miasto Tromsø, które jest siódmym co do wielkości w kraju, zamieszkiwane jest przez około 39 882 mieszkańców. Centrum Tromsø znajduje się we  wschodniej części wyspy, a duża część ludności miasta żyje na wyspie rozproszona. Na wyspie od 27 listopada do 19 stycznia występuje noc polarna a od 19 maja do 27 lipca dzień polarny. Wyspa posiada port lotniczy Tromsø, które znajduje się po zachodniej stronie, do Tromsdalen można dostać się przez most Tromsøbrua o długości 1 036 m (otwarty 3 lipca 1960) lub Tromsøysundtunnel oraz z Kvaløysletta na Kvaløya za pomocą mostu Sandnessund. Pośrodku wyspy leży jezioro Prestvannet, które zostało utworzone w 1867 roku. Na wyspie w kierunku północ-południe rozciągają się obszary leśne, szczególnie w części północnej. Na wyspie znajdują się również góry. Na wyspie znajduje się wiele atrakcji turystycznych. Są to drewniana, neogotycka Katedra w Tromsø, Polaria, czyli arktyczne centrum rozrywki dla całej rodziny, Fjellheisen – punkt widokowy i wiele innych. Organizowane są również rejsy i oglądanie zorzy polarnej. We wschodniej części wyspy znajdują się Uniwersytet w Tromsø, Szpital Uniwersytecki w Północnej Norwegii i Muzeum w Tromsø.